# Michael Pleister
Michael Pleister (* 4. Januar 1953 in Hamburg) ist ein deutscher Gymnasiallehrer, wissenschaftlicher Mitarbeiter bzw. Lehrbeauftragter im Hochschulbereich und Autor.

## Leben und Ausbildung
Pleister studierte Germanistik, Geschichte und Erziehungswissenschaft an der Universität Hamburg, legte die für den gymnasialen Schuldienst erforderlichen beiden Staatsexamina 1980 bzw. 1984 ab und promovierte zwischenzeitlich 1981 in Germanistik.
Danach unterrichtete er im Schulwesen (zeitweilig als kommissarischer Schulleiter), auch in Integrationskursen und nahm über viele Jahre hinweg mehr als 50 Lehraufträge an Universitäten und Hochschulen in Deutschland in den Bereichen Fachdidaktik Deutsch, Geschichtsdidaktik, Medienpädagogik und Deutsch als Fremdsprache wahr.
Pleister ist Mitglied der Gesellschaft für Bildung und Wissen (GBW) und Mitglied der Vereinigung Deutscher Wissenschaftler (VDW).

## Veröffentlichungen (Auswahl)

### Monografien
- Das Bild der Großstadt in den Dichtungen Robert Walsers, Rainer Maria Rilkes, Stefan Georges und Hugo von Hofmannsthals. 2. überarb. u. erg. Aufl. In: Hamburger Philologische Studien Bd. 53, Helmut Buske Verlag. Hamburg 1990, ISBN 3-87118-919-7.
- Neokonservativ ins 21. Jahrhundert: Bildung, Schule und Unterricht unter subtiler Fremdbestimmung. Befund und Perspektive in Grundzügen unter Hinweis auf Positionen der Gesellschaftskritik, Bildungstheorie (Klafki/Walgenbach) und Befreiungspädagogik (Freire). Logos Verlag Berlin. Berlin 2011, ISBN 978-3-832529-39-0.
- Exponenten der Hamburger Sprechbühnenkultur: Deutsches Schauspielhaus und Thalia Theater. Neun Kommentare zu Bühnenaufführungen in der Spielzeit 2011/2012. Ibidem-Verlag. Stuttgart 2012, ISBN 978-3-955380-00-7.
- Spielstätten hochkultureller Dramenliteratur in Hamburg: Deutsches Schauspielhaus und Thalia Theater. Kommentare zu sieben Bühnenaufführungen in der Zeit von 2012 bis 2015. Deutscher Wissenschafts-Verlag. Baden-Baden 2015, ISBN 978-3-868881-06-6.
- Die Flüchtlingsfrage – eine humanitäre Aufgabe ohne zeitliche Begrenzung! Digitalisierung – ein Kataklysmus der Zukunft? 'Theorie und Praxis' auch in Integrationskursen: ein Zugang zu System- und Lebenskomplexität! Diverse Verlautbarungen zu Politik, Gesellschaft und Bildung 2017/2018. Cuvillier Verlag. Göttingen 2018, ISBN 978-3-736988-93-4.
- Zwei Inszenierungen in politisch konservativem Geist? „Die Stunde da wir nichts voneinander wußten“ von Peter Handke und „Panikherz“ von Benjamin von Stuckrad-Barre, in einer Bearbeitung von Christopher Rüping. Anmerkungen zu den Aufführungen am Thalia Theater Hamburg. Cuvillier Verlag. Göttingen 2018, ISBN 978-3-736989-33-7.
- Digitalisierung. Vier Verlautbarungen zu einer glorifizierten Zukunftstechnologie. Cuvillier Verlag. Göttingen 2019, ISBN 978-3-736960-77-0.
- Trennung – Einsamkeit. Orpheus. Eine musische Bastardtragödie / frei nach dem Mythos. Anmerkungen zum Werk, zu seiner Darbietung und zum Rezeptionsverhalten des Publikums heute. Thalia Theater Hamburg. „Maria“ von Simon Stephens. Eine Inszenierung am Thalia Theater Hamburg. Reflexionen zum Werk im Kontext ausgewählter Erläuterungen und Kritiken. Cuvillier Verlag. Göttingen 2019, ISBN 978-3-736960-78-7.
- Denunziation, Verrat, Ausgrenzung und Tod. „Hexenjagd“ von Arthur Miller. Das vorliegende Theaterstück im Kontext gesellschaftlicher Systemimperative des 21. Jahrhunderts. Ein Deutungsversuch. „Medea und Jason“ nach Franz Grillparzer. Das Theaterstück am Thalia Theater Hamburg unter der Regie von Jette Steckel. Ein Angelpunkt für Anschlussreflexionen: „Schuld“, „Fluchtbewegung“ und „Integration“. Cuvillier Verlag. Göttingen 2019, ISBN 978-3-736970-80-9.
- Humanistische Bildung zu Nutz und Frommen einer technologieversessenen Gesellschaft: weltfremd und illusionär? Ein Zwischenruf. Cuvillier Verlag. Göttingen 2020, ISBN 978-3-736963-34-4.
- Roland Schimmelpfennig: Laios (Anthropolis 2). Gedanken und Einschätzungen zur Aufführung am Deutschen Schauspielhaus Hamburg. Deutscher Wissenschafts-Verlag. Baden-Baden 2024, ISBN 978-3-868882-09-4.

### Fachbeiträge
- Zu einem Kapitel vergessener Rezeptionsgeschichte: Heinrich Gustav Hotho. Rezension der „Wanderjahre“ von Goethe, analysiert unter Einbeziehung der Hegelschen Epos- und Romantheorie. In:  Euphorion Bd. 87 / Heft 4, 1993, S. 387–407.
- Zum Stellenwert von Bildung, Schule und Literaturunterricht im Kontext elektronischer Medien und fortschreitender Ökonomisierung. In: Bodo Lecke (Hrsg.): Mediengeschichte, Intermedialität und Literaturdidaktik (= Beiträge zur Literatur- und Mediendidaktik. Band 15). Peter-Lang-Verlagsgruppe, Frankfurt/M. 2008, ISBN 978-3-631553-85-5, S. 95–127.
- Ausgemacht und weitgehend akzeptiert: Bildung und Lernsubjekt als bloße Effekte marktliberaler Anpassungspostulate. Umrisse einer Bestandsaufnahme; Skizzen zu Kritik, Alternativen und Perspektive. In: Pädagogische Rundschau. 64. Jg./ Heft 5, 2010, S. 477–507. Wiederveröffentlicht in: Kritiknetz – Zeitschrift für Kritische Theorie der Gesellschaft/ Thema: Sozialpolitik und -arbeit (Kritische Theorie der Gesellschaft).
- Ein interkultureller Modellversuch in Nordrhein-Westfalen: Das Gymnasium Eringerfeld in türkischer Trägerschaft. In: Interculture Journal. Online-Zeitschrift für interkulturelle Studien. 9. Jg./ Ausg. 11, 2010, S. 63–81.
- Digitalisierung und künstliche Intelligenz: Was bringt die Zukunft? Pessimismus, Hoffnung – Skepsis: eine Verlautbarung. In: Blickpunkt Zukunft. 40. Jg./Ausg. 69, 2020, S. 9–13.